# Heckler & Koch USP
La USP (Universelle Selbstladepistole, pistola autocaricante universale) è una pistola semiautomatica prodotta dalla Heckler & Koch.

## Storia
La Heckler & Koch USP è stata progettata da Helmut Weldle nel 1993; la nuova pistola avrebbe dovuto racchiudere in sé tutte le migliori caratteristiche delle precedenti armi da fianco semiautomatiche.
La pistola USP è stata inizialmente concepita per utilizzare cartucce .40 S&W, ma ne è stata progettata contemporaneamente una versione 9 mm Parabellum. Soltanto nel 1995 è stata realizzata anche la versione .45 ACP. La serie USP Compact fu introdotta nel 1996, e disponibile nelle versioni 9 mm Parabellum, .40 S&W, .45 ACP e .357 SIG.

## Caratteristiche
Una delle principali caratteristiche della pistola USP è il meccanismo di riduzione del rinculo, al di sotto della canna; l'effetto del meccanismo non varia in base alla cartuccia utilizzata ed è adeguato su ogni modello.
Le parti esterne in acciaio della pistola USP sono sottoposte ad un processo di nitrurazione, per renderle resistenti alla corrosione. Il rivestimento è in polimeri.

## Varianti
La pistola USP ha un gran numero di varianti, ognuna con un diverso sistema di azionamento o di sicurezza.
Varianti 1 e 2 (azione singola/doppia, leva di disarmo del cane con sicura)
Le varianti 1 (leva a sinistra) e 2 (a destra) consentono all'utilizzatore di portare la pistola in azione singola, quindi carica e armata, con la sicura manuale. La stessa pistola può essere trasportata in azione doppia, con o senza la sicura manuale.
Varianti 3 e 4 (azione singola/doppia, leva di disarmo del cane ma senza sicura)
Le varianti 3 (leva a sinistra) e 4 (a destra) hanno una leva di disarmo del cane senza la sicura. La leva permette di portare il cane in posizione di riposo variando l'azione da singola a doppia, senza però fornire protezione dalla pressione accidentale del grilletto.
Varianti 5 e 6 (solo azione doppia, con sicura)
Le varianti 5 (leva a sinistra) e 6 (a destra) sono esclusivamente ad azione doppia, cioè la singola pressione del grilletto arma il cane e lo abbatte. Entrambe sono dotate di sicura, per evitare la pressione accidentale del grilletto.
Variante 7 (solo azione doppia, senza leva di controllo)
La variante 7 è ad azione doppia, senza leva di controllo (leva di disarmo con sicura).
Variante 8
La variante 8 LEM (Law Enforcement Modification) Trigger, progettata appositamente per le forze armate statunitensi, si basa sulla variante 7, quindi è solo ad azione doppia e senza leva di controllo. La pistola è modificata in modo da ridurre la forza da applicare al grilletto da 3,85 a 3,4 kg.
Varianti 9 e 10 (azione singola/doppia, con sicura senza leva di disarmo)
Le varianti 9 (leva a sinistra) e 10 (a destra) hanno entrambe la sicura ma non la leva di disarmo; in azione singola, quindi, una volta armato il cane l'utilizzatore può solo sparare o mettere la sicura, ma non disarmare il cane.

### USP Compact
La USP Compact (HK USP45C) è stata introdotta nel 1994. Può utilizzare cartucce 9 mm Parabellum, .45 ACP, .40 S&W come la USP oltre a munizioni .357 SIG.

#### USP Compact Tactical
La USP Compact Tactical (USP45CT) è una versione modificata della USP45C, realizzata specificamente per le United States Special Operations Forces. Utilizza solamente cartucce .45 ACP.
È più piccola e compatta ed è predisposta per diversi accessori quali mirini laser, torce e silenziatori.

### USP Tactical
La pistola USP Tactical (.40S&W, .45 ACP) utilizza un mirino posteriore regolabile, una tacca di mira più alta in modo da essere visibile al di sopra del silenziatore, una canna filettata più lunga (per avvitare il silenziatore) con O-ring.
I silenziatori appositamente realizzati per la USP Tactical sono prodotti dalla Knight's Armament Company. La filettatura della USP Tactical è sinistrorsa, e quindi incompatibile con il silenziatore della Mark23.
La versione Tactical è utilizzata dal Kommando Spezialkräfte della Bundeswehr e dal reparto sommozzatori della marina militare tedesca ed è conosciuta come P12.

### USP Expert
La USP Expert (9 mm Parabellum, .40 S&W, .45 ACP) è stata introdotta nel 1998 e possiede tutte le caratteristiche della versione Tactical ad eccezione della canna filettata. La principale differenza sta nel carrello più lungo che copre l'O-ring e, grazie al maggiore peso, limita il movimento della pistola al momento dello sparo.
La USP Expert può essere utilizzata inoltre con caricatori ad alta capacità.

### USP Match
La versione USP Match (9 mm Parabellum, .40 S&W, .45 ACP) è progettata in particolare per l'uso sportivo. La USP Match ha le stesse caratteristiche della Tactical con una canna più pesante. Il peso di quest'ultima controbilancia maggiormente il rinculo ed il rilevamento della pistola, favorendo la precisione.

### USP Elite
La variante Elite racchiude tutte le caratteristiche di Tactical, Expert e Match; presenta infatti sia un carrello più lungo, che una canna più pesante oltre al mirino più alto e regolabile.

## Operatori

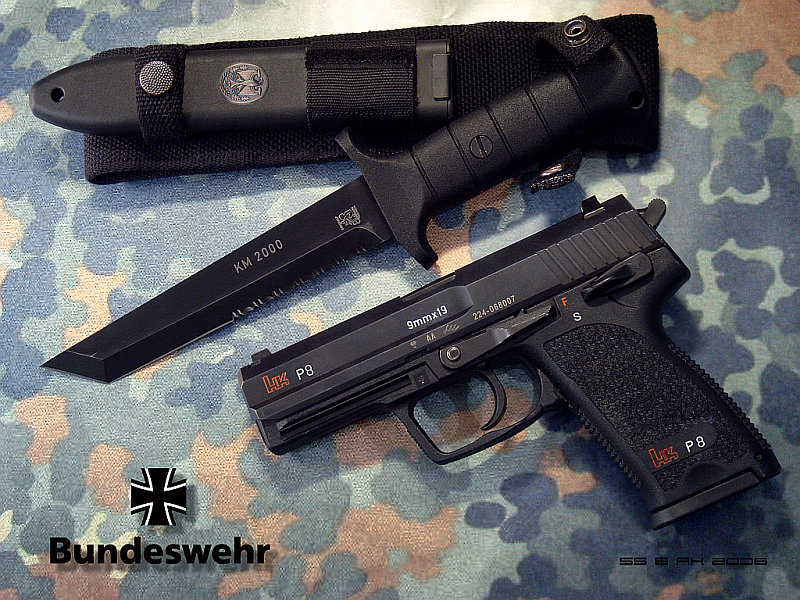
Una H&K P8 con un coltello KM2000

La Heckler & Koch USP è stata adottata dalla Bundeswehr nel 1994 con il nome P8. La P8 ha differenze minime con la USP standard: sulla P8 al di sotto della leva di controllo vi è la "S" della sicura mentre al di sopra la "F" (Feuer, fuoco); sulla versione originale è l'inverso. Inoltre le lettere S e F sono riportate sulla pistola, mentre nella USP standard sono sulla leva stessa.
La USP è inoltre utilizzata dall'Irlanda e dall'Estonia, dall'Italia oltre che da altri paesi.

## La USP nella cultura di massa
- In ambito videoludico, la USP compare nei videogiochi Counter Strike, Metal Gear Solid 2: Sons of Liberty, Hitman: Blood Money (dove viene denominata Pistola SLP.40), Call of Duty 4: Modern Warfare, Call of Duty: Modern Warfare 2, Call of Duty: Modern Warfare 3, F.E.A.R. (dove la versione USP40 viene denominata Rakow AT-14), Ghost Recon (in versione.45), Half-Life 2 (in versione Match denominata Pistola 9 mm), Resident Evil 5 (in versione P8), Tomb Raider e Rainbow Six Siege (negli operatori tedeschi dell'unita antiterrorismo GSG 9).
- In ambito anime, la USP compare in Full Metal Panic! (in versione P8).[5]
- In ambito cinematografico, la USP compare nei film Bad Boys[6], Resident Evil: Retribution[7],  Hot Fuzz (in versione Match) e Collateral.